# Rozsomák (anime)
A Rozsomák (ウルヴァリン; Uruvarin; Wolverine) japán animesorozat. A Marvel Entertainment és a Madhouse együttműködésével készült a Marvel Anime sorozat második tagjaként a Vasember után. A 12 részes sorozatot Japánban 2011. január 7. és március 25. között az Animax vetítette. Az Egyesült Államokban a G4 televízióadó kezdte meg a vetítését 2011. július 29-én, de az érdeklődők már 2011. július 23-án, a San Diegó-i Comic-Conon is belepillanthattak az első epizódba.
Magyarországon 2011. május 17. és június 21. között szintén az Animax sugározta.

## Cselekmény
Logan megtudja, hogy egy éve eltűnt kedvese, Jasida Mariko Tokióban tartózkodik apjánál, Jasida Singennél, aki a Kuzurju nevű bűnszervezet feje és az A.I.M. terrorszervezet ellátója, s hogy Mariko hamarosan kényszerházasságot köt Kurohagi Hidekivel. Logan sikertelenül próbálja meg kiszabadítani Marikót és majdnem az életével fizet, de Jukio, egy harcedzett lány megmenti az életét. Jukiónak Singen ölte meg a szüleit, ezért akar bosszút állni. Logannak szaporodnak az ellenségei, felbukkan egy Mikage Kikjó nevű szamuráj, akit Singen bérelt fel és megjelenik Tokióban Logan egy régi, bosszúra éhes ellenfele, Vörös Omega is és még a rendőrség is meggyanúsítja Aszano Tessin meggyilkolásával. Miután Logan végleg leszámol Vörös Omegával, megtudja Kurohagi egyik csatlósától, hogy Singen és Mariko már nem tartózkodnak Tokióban, hanem a bűn szigetére, Madripoorba mentek, hogy ott tartsák meg az esküvői szertartást Kurohagival. Küklopsz segítségével Logan és Jukio eljutnak a szigetre, ahol kapcsolatba kerülnek az ellenállással egy Min nevű lányon keresztül. Az ellenállás vezetője Kó mester, aki Jukio nagyapja, szintén bosszút szeretne állni Singenen és Kurohagin. Ahhoz azonban, hogy feljussanak a „Sárkánytoronyba” a „Pokol útján” kell végigmenniük, amelyen a helyi bűnbandák tömérdek csapdát állítottak, és Vadhaka, a sziget „védőistene” is Kurohagi parancsait követi. A végső leszámolás azonban kezdetét veszi a Sárkánytoronyban.

## Szereplők
| Szereplő                       | Japán hang        | Angol hang        | Magyar hang                             |
| ------------------------------ | ----------------- | ----------------- | --------------------------------------- |
| Logan / Rozsomák               | Kojama Rikija     | Milo Ventimiglia  | Sinkovits-Vitay András                  |
| Jasida Mariko                  | Orikasza Fumiko   | Gwendoline Yeo    | Mezei Kitty                             |
| Jasida Singen                  | Sibata Hidekacu   | Fred Tatasciore   | Forgács Gábor                           |
| Kurohagi Hideki                | Jao Kazuki        | Vic Mignogna      | Karácsonyi Zoltán                       |
| Jukio                          | Romi Park         | Kate Higgins      | Agócs Judit Bogdányi Titanilla (fiatal) |
| Arkady Rossovich / Vörös Omega | Ótomo Rjúzaburó   | J.B. Blanc        | Király Attila                           |
| Mikage Kikjó                   | Hagivara Maszato  | Steven Blum       | Renácz Zoltán                           |
| Min                            | Fukuen Miszato    | Danielle Judovits | Talmács Márta                           |
| Kó                             | Kajumi Iemasa     | J.B. Blanc        | Barbinek Péter                          |
| Aszano Tessin                  | Teraszoma Maszaki | Crispin Freeman   | Zöld Csaba                              |
| Macsida                        | Takagucsi Kószuke | Roger Craig Smith | Dányi Krisztián                         |
| Takagi                         | Cucsida Hirosi    | Vic Mignogna      | Pál Tamás                               |
| Cukino                         | Mizuszava Fumie   | Stephanie Sheh    | Kelemen Kata                            |
| Scott Summers / Küklopsz       | Morikava Tosijuki | Scott Porter      | Varga Rókus                             |
| Vadhaka                        | Hosino Takanori   | Jamieson Price    | Szinovál Gyula                          |
| Mijuki                         | Sayuri            | Stephanie Sheh    | Pintér Mónika                           |

## Zene
A Rozsomák nyitótémája a Feel my Claws, zárótémája pedig az Another Day of Battles Takahasi Tecuja előadásában.

## Epizódok
| #  | Epizód címe                                                             | Első japán sugárzás | Első magyar sugárzás |
| -- | ----------------------------------------------------------------------- | ------------------- | -------------------- |
| 1  | Mariko Mariko (真理子～MARIKO)                                          | 2011. január 7.     | 2011. május 17.      |
| 2  | Yukio Jukio (雪緒～YUKIO; Hepburn: Yukio)                               | 2011. január 14.    | 2011. május 17.      |
| 3  | Kikyou Kikjó (桔梗～KIKYO; Hepburn: Kikyō)                              | 2011. január 21.    | 2011. május 24.      |
| 4  | Vörös Omega Omega Red (極赤～OMEGA RED; Omega Reddo)                    | 2011. január 28.    | 2011. május 24.      |
| 5  | Asano Aszano (浅野～ASANO; Hepburn: Asano)                              | 2011. február 4.    | 2011. május 31.      |
| 6  | Min Min (少女～MIN)                                                     | 2011. február 11.   | 2011. május 31.      |
| 7  | Vadhaka Vadhaka (像～VADHAKA; Vadaka)                                   | 2011. február 18.   | 2011. június 7.      |
| 8  | Koh Kó (黄～KOH; Hepburn: Kō)                                           | 2011. február 25.   | 2011. június 7.      |
| 9  | A Pokol útja Hell Road (獄道～HELL ROAD; Heru Ródo; Hepburn: Heru Rōdo) | 2011. március 4.    | 2011. június 14.     |
| 10 | Shingen Singen (信玄～SHINGEN; Hepburn: Shingen)                        | 2011. március 11.   | 2011. június 14.     |
| 11 | Kurohagi Kurohagi (黒萩～KUROHAGI)                                      | 2011. március 18.   | 2011. június 21.     |
| 12 | Logan Logan (狼眼～LOGAN; Rógan; Hepburn: Rōgan)                        | 2011. március 25.   | 2011. június 21.     |

## Fogadtatás
James Harvey a Marvel Animation Age-től a szereplőket bizonyos aspektusaikban jónak találta, de a szereplődizájnt, főként a főszereplőét, bizarrnak és ballépésnek, a szinkronhangokat pedig megkérdőjelezhetőnek érezte. Pozitívumként emelte ki a történet egyszerűségét, csavaroktól mentességét, de megjegyezte, hogy néhány harcnak nem volt jelentősége, például Rozsomák és Omega Red harmadik összecsapásánál már egyszerűen véget vetett volna küzdelmeiknek. Úgy vélte, minden epizód követ egy alapsémát, ami fárasztó is lehet a nézőnek, de érdemes várni a következő epizódra. Hiányolta a szereplők fejlődését a sorozatból, de Küklopsz cameo-megjelenését élvezte. Leszögezte azonban, hogy számos olyan momentum van, ami fenntartja a néző lelkesedését a sorozat nézésekor.